# Дибич-Забалканский, Иван Иванович
Об отце фельдмаршала см. Дибич, Иван Иванович (1738)
Граф (с 25 июня 1827) Ива́н Ива́нович Ди́бич-Забалка́нский (до поступления на русскую службу Ганс Карл Фридрих Антон фон Дибич-унд-Нартен — нем. Hans Karl Friedrich Anton von Diebitsch und Narten, 2 [13] мая 1785, Грослейпе, Силезия — 29 мая 1831, Клещево, близ Пултуска) — русский полководец (сын прусского офицера, который в дальнейшем поступил на русскую службу). Генерал-фельдмаршал (1829), генерал-адъютант (1818), четвёртый (после Кутузова, Барклая-де-Толли и Паскевича) и последний полный кавалер ордена Святого Георгия.

## Происхождение и юность
Ганс Карл фон Дибич — последний представитель той ветви рода Дибичей, которая состояла на русской службе. Помещённый отцом Гансом Эренфридом в Берлинский кадетский корпус, Ганс Карл вскоре обратил на себя внимание блестящими успехами в науках.
По приезде в Санкт-Петербург (1801) был определён прапорщиком в лейб-гвардейский Семёновский полк, после чего усердно занялся довершением своего военного образования и изучением русского языка.

## Войны с Наполеоном
Во время первых войн с Наполеоном Дибич выказал особые отличия в боях. 20 ноября 1805 года в сражении при Аустерлице Дибич, раненный в правую руку, «взял шпагу в левую», не оставляя своих солдат и поля боя. За проявленную доблесть был награждён золотой шпагой с надписью «за храбрость». До конца 1806 года жил в Санкт-Петербурге.
Принял участие в русско-прусско-французской войне 1806—1807 годов. 14 марта 1807 года Дибич прибыл в расположение действующей армии. Командовал разведротой («летучим отрядом») 26-го егерского полка князя Багратиона. Доставлял точные сведения о положении неприятеля, брал «языков». Рейды отряда совершались в тылу противника далеко за цепью аванпостов. Разработал план похищения Наполеона из штаб-квартиры в Остероде, который не получил одобрения от командующего корпусом генерала Беннигсена.
Участник сражений под Гутштадтом, при Гейльсберге, Прейсиш-Эйлау и Фридланде. Принял активное участие в арьергардных боях при отступлении русской армии после сражения при Фридланде к Тильзиту. Был награждён орденами: Святого Георгия 4-й степени и прусским «За заслуги». Получил чин капитана. После Тильзитского мира и до начала Отечественной войны 1812 года проходил службу в Санкт-Петербурге. Получил высшее военное образование и место в Генеральном штабе. В чине подполковника прикомандирован к штабу генерала Витгенштейна.
Принял активное участие в Отечественной войне 1812 года. Отличился 7 октября 1812 года при штурме Полоцка. Получил чин генерал-майора и орден Святого Георгия 3-й степени. 23 декабря 1812 года Дибич, командуя лёгким отрядом авангарда армии Витгенштейна, у деревни Колтыняны (на территории современной Литвы) перехватил арьергард прусского корпуса генерала Йорка. Проявив дипломатические способности, убедил Йорка заключить конвенцию, согласно которой прусский корпус объявлялся нейтральным и «более не препятствовал проведению операций русской армии». Узнав об измене Йорка, Мюрат отступил за Вислу. Прусские земли к востоку от Вислы оказались под контролем русских войск.
В 1813 году Дибич являлся генерал-квартирмейстером союзных армий и отличился в сражениях при Дрездене, Кульме и Лейпциге, в 1814 году — в боях под Ла-Ротьером и Арси-сюр-Об.
С 1814 по 1823 год Дибич занимал должность начальника штаба 1-й армии. С 1823 года временно исправлял должность, а с июля 1824 года был назначен начальником Главного штаба (одновременно управляющий квартирмейстерской частью и Военно-топографическим депо).
Лишь по окончании боевых действий Дибич нашёл время устроить семейную жизнь. Он женился на баронессе Анне Егоровне фон Торнау (1798—1830), племяннице генерал-фельдмаршала князя М. Б. Барклая-де-Толли. Свадьба была отпразднована 19 марта 1815 года в Варшаве. В 1829 году Женни Дибич, как её именовали в светском обществе, была пожалована в статс-дамы. Скончалась в Петербурге 13 марта 1830 года, бездетной, была похоронена на Волковском лютеранском кладбище. Спустя год рядом был захоронен её муж.

## Близость к государям
В 1818 году Дибич получил звание генерал-адъютанта. Император взял его с собой на Лайбахский конгресс, и с этого времени Дибич стал неразлучным спутником государя. В 1824 году он стал начальником Главного штаба; в 1825 году сопровождал Александра I в Таганрог и присутствовал при его кончине.
При самом вступлении на престол императора Николая I военачальник заслужил его расположение донесением об открытии заговора декабристов. Большинство заговорщиков служило во 2-й армии — и Дибич лично принял меры к аресту важнейших из них. Так, по его приказу за день до начала восстания был арестован его организатор во 2-й армии полковник П. И. Пестель. 25 июня 1827 года, по возвращении Дибича из командировки на Кавказ (для расследования недоразумений между генералами Ермоловым и Паскевичем), ему был пожалован графский титул.

## Турецкая война. Переход Балканских гор
В 1828 году (во время войны с Турцией) Дибич находился при действующей армии, сначала без всякой определённой должности. Пользуясь большим доверием императора Николая I и ведя с ним обширную переписку, он руководил военными действиями вполне самостоятельно, помимо главнокомандующего генерал-фельдмаршала графа П. Х. Витгенштейна, который, не имея возможности ничего предпринять без совещания с Дибичем, представлялся лишь лицом, официально ответственным за неудачи.

В начале 1829 года Дибич был назначен главнокомандующим действующей армией. По замечанию Х. Мольтке, Дибич, имея в распоряжении относительно слабые средства, предпринимал лишь то, что, при данной обстановке, было существенно необходимо для достижения цели войны; он дал одно большое сражение (при Кулевче) и взял одну лишь крепость (Силистрию), но успехи эти сломили сопротивление неприятельской армии. Русские войска вплотную подступили к Балканским горам, которые до того времени считались непреодолимыми. После чего Дибич, с минимальными потерями, перешагнул (фигурально выражаясь) через Рог Старой Планины и привёл русскую армию к Адрианополю, где смелый и решительный образ действий Дибича ускорил заключение выгодного для России мира. 
Балканы, считавшиеся непроходимыми в течение стольких веков, пройдены в три дня, и победоносные знамёна Вашего Величества развеваются на стенах Миземврии, Ахиолы и Бургаса, среди населения, которое встречает наших храбрецов как освободителей и братьев!
 — докладывал Дибич государю. Эта кампания доставила Дибичу 30 июля 1829 года титул «Забалканский», а 22 сентября 1829 года — чин генерал-фельдмаршала. 12 ноября 1829 года награждён орденом Святого Георгия 1-й степени № 19: 
За успешное окончание войны с Турцией в 1829 году.

## Польская кампания и смерть
Июльская революция 1830 года побудила Николая I послать Дибича в Берлин для переговоров с королём относительно действий сообща, ввиду угрожавшей опасности. Переговоры эти, однако, не увенчались успехом. Между тем успехи революции в Бельгии и просьбы нидерландского короля Виллема I о помощи побудили императора Николая мобилизовать часть армии и двинуть её к западной границе. Внезапно вспыхнувшее восстание в Польше заставило употребить эти войска против поляков. Вызванный из Берлина Дибич обещал подавить восстание одним ударом; но обещание это осталось неисполненным, несмотря на то, что случай к тому представился после сражения под Гроховом. Кампания затянулась на 7 месяцев. В начале апреля 1831 года император Николай писал Дибичу:
Я не могу достаточно выразить Вам мое беспокойство, основанное на том, что я во всех Ваших распоряжениях не усматриваю ничего такого, что бы давало надежду на сколь-нибудь удачное окончание кампании и наконец и потому, что я ничего не усматриваю определительного в собственных Ваших мыслях.
После разгрома поляков при Остроленке репутация Дибича стала восстанавливаться, но закончить войну взятием Варшавы он не успел: в ночь на 29 мая, в селе Клещеве, близ Пултуска, скончался от холеры. Действия Дибича в Польше стали предметом жестокой критики как многих его современников, так и историков. Тело полководца перевезли в Санкт-Петербург и похоронили на Волковском лютеранском кладбище.

## Награды
Российские:
- Орден Святого Иоанна Иерусалимского, командорский крест (1800);
- Золотая шпага с надписью «За храбрость» (05.04.1806);
- Орден Святого Владимира 4-й степени с бантом (01.12.1807);
- Орден Святой Анны 3-й степени (20.05.1808);
- Орден Святого Георгия 4-й степени (20.05.1808);
- Золотая шпага с надписью «За храбрость» (20.05.1808);
- Орден Святого Георгия 3-й степени (24.08.1812);
- Орден Святой Анны 1-й степени (13.02.1813);
- Золотая шпага с надписью «За храбрость», украшенная алмазами (17.06.1813);
- Орден Святого Владимира 2-й степени (11.11.1813);
- Орден Святого Александра Невского (03.05.1814);
- Алмазные знаки к ордену Святого Александра Невского (30.08.1815);
- Орден Святого Владимира 1-й степени (12.10.1821);Бюст Дибича в Зале славы Вальхалла
- Знак отличия беспорочной службы за XXV лет (22.08.1828);
- Орден Святого апостола Андрея Первозванного (30.09.1828);
- Орден Святого Георгия 2-й степени (09.06.1829);
- Бриллиантовые знаки к ордену Святого апостола Андрея Первозванного (28.08.1829);
- Орден Святого Георгия 1-й степени (12.09.1829);
- Орден Белого орла (Царство Польское, 17.06.1830);
- Знак отличия беспорочной службы за XXX лет (22.08.1831).

Иностранные:
- Прусский орден «Pour le Mérite» (1807);
- Прусский орден Красного орла 1-го класса (1813);
- Австрийский орден Леопольда, командорский крест (1813);
- Австрийский Военный орден Марии Терезии, кавалерский крест (1813);
- Прусский Кульмский крест (1816);
- Австрийский орден Леопольда, большой крест (20.09.1821);
- Прусский орден Чёрного орла (10 июня 1829); алмазные украшения (30 декабря 1829)[14]

Его имя выгравировано на юбилейной медали «В память пятидесятилетия Корпуса военных топографов. 1872»

## Образ в кино
- «Незримый путешественник» — актёр Сергей Арцибашев
- «Союз спасения» — актёр Сергей Власов
- «Союз спасения. Время гнева» — актёр Никита Высоцкий